# پی-تولوئیک اسید
پی-تولوئیک اسید (به انگلیسی: P-Toluic acid) یک ترکیب شیمیایی است. شکل ظاهری این ترکیب، بلورهای جامد است.